# Distretto di Shilin
Il distretto di Shilin (cinese tradizionale: 士林區; mandarino pinyin: Shìlín Qū) è un distretto di Taipei. Ha una superficie di 62,37 km² e una popolazione di 289.253 abitanti al 2013.